# Bostrichiformia
Bostrichiformia – infrarząd lub seria chrząszczy z podrzędu wielożernych (Polyphaga). W języku polskim wprowadzony został termin kapturnikokształtne na określenie tej grupy, jednak nazwa ta jest nieścisła i bywa odnoszona także do nadrodziny Bostrichoidea.

## Systematyka
Do infrarzędu tego klasycznie zaliczano dwie nadrodziny Bostrichoidea i Derodontoidea, podzielone na 7 rodzin oraz jedną rodzinę o statusie incertae sedis: Jacobsoniidae. Współcześni autorzy wydzieli jednak Dendrodontoidea w osobny infrarząd Derodontiformia zaliczając do niego: Derodontidae LeConte, 1861, Jacobsoniidae Heller, 1926 oraz skałubnikowate (Nosodendridae Erichson, 1846). Tym samym wyróżniają w Bosrichiformia jedną nadrodzinę Bostrichoidea z 4 rodzinami. Ponadto rodzinę kołatkowatych (Anobiidae Fleming, 1821) zastąpoiono rodziną pustoszowatych (Ptinidae). Systematyka przedstawia się więc następująco:
- Bostrichoidea Latreille, 1802
  - Dermestidae Latreille, 1804 – skórnikowate
  - Endecatomidae LeConte, 1861
  - Bostrichidae Latreille, 1802 – kapturnikowate
  - Ptinidae Latreille, 1802 – pustoszowate (syn. Anobiidae – kołatkowate)